# Dorfkirche Schloen

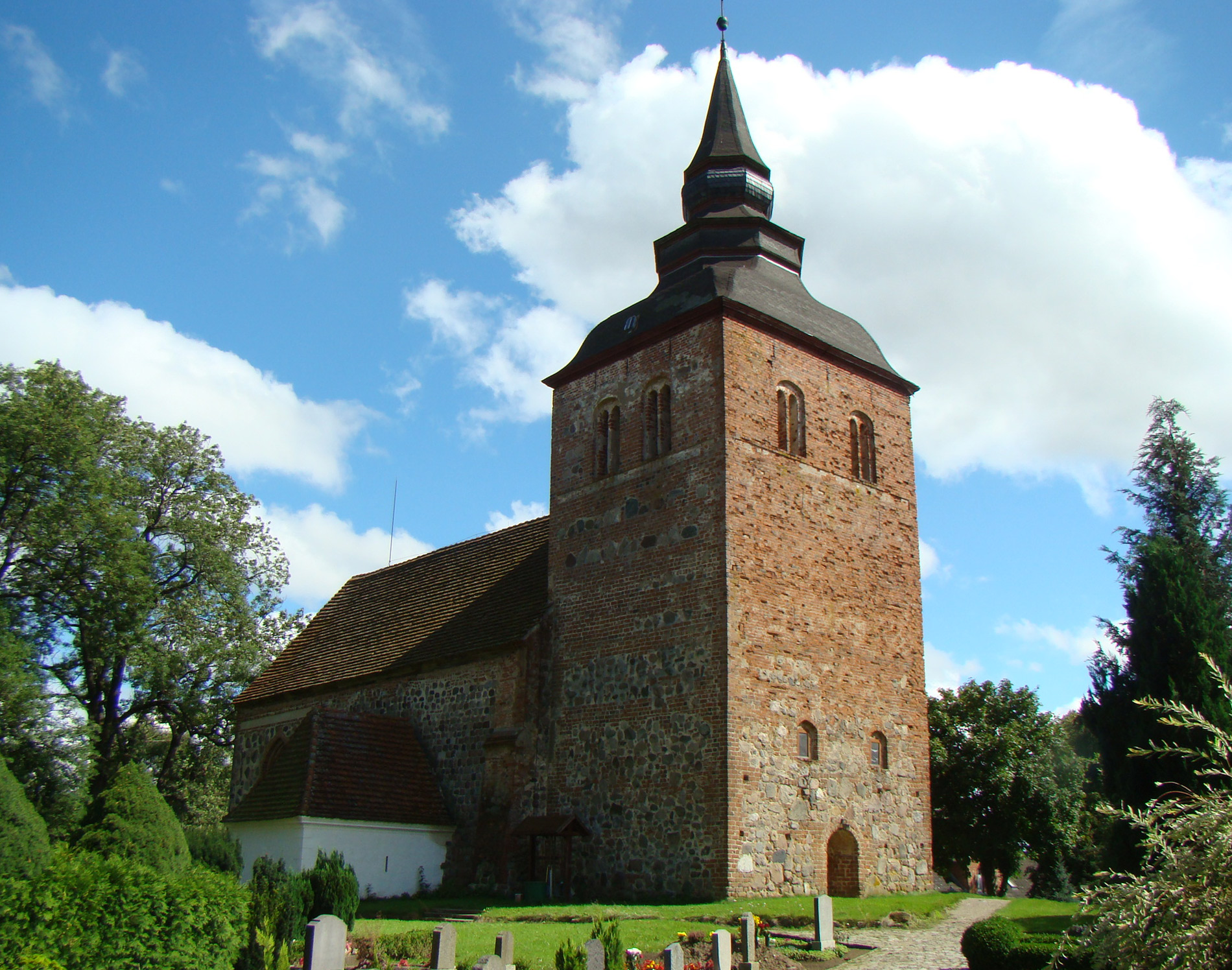
Dorfkirche in Schloen

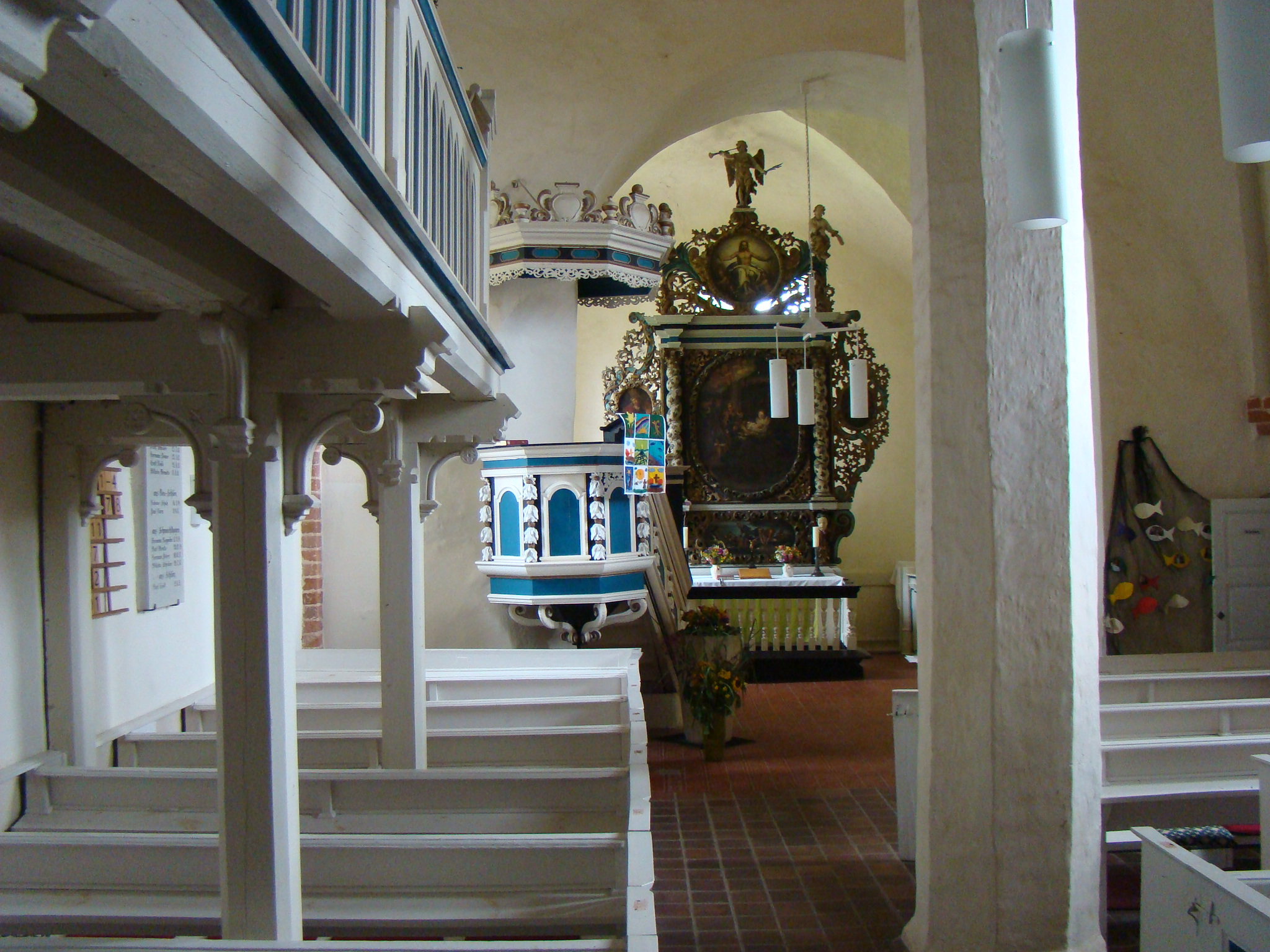
Innenansicht, Blick zum Chor

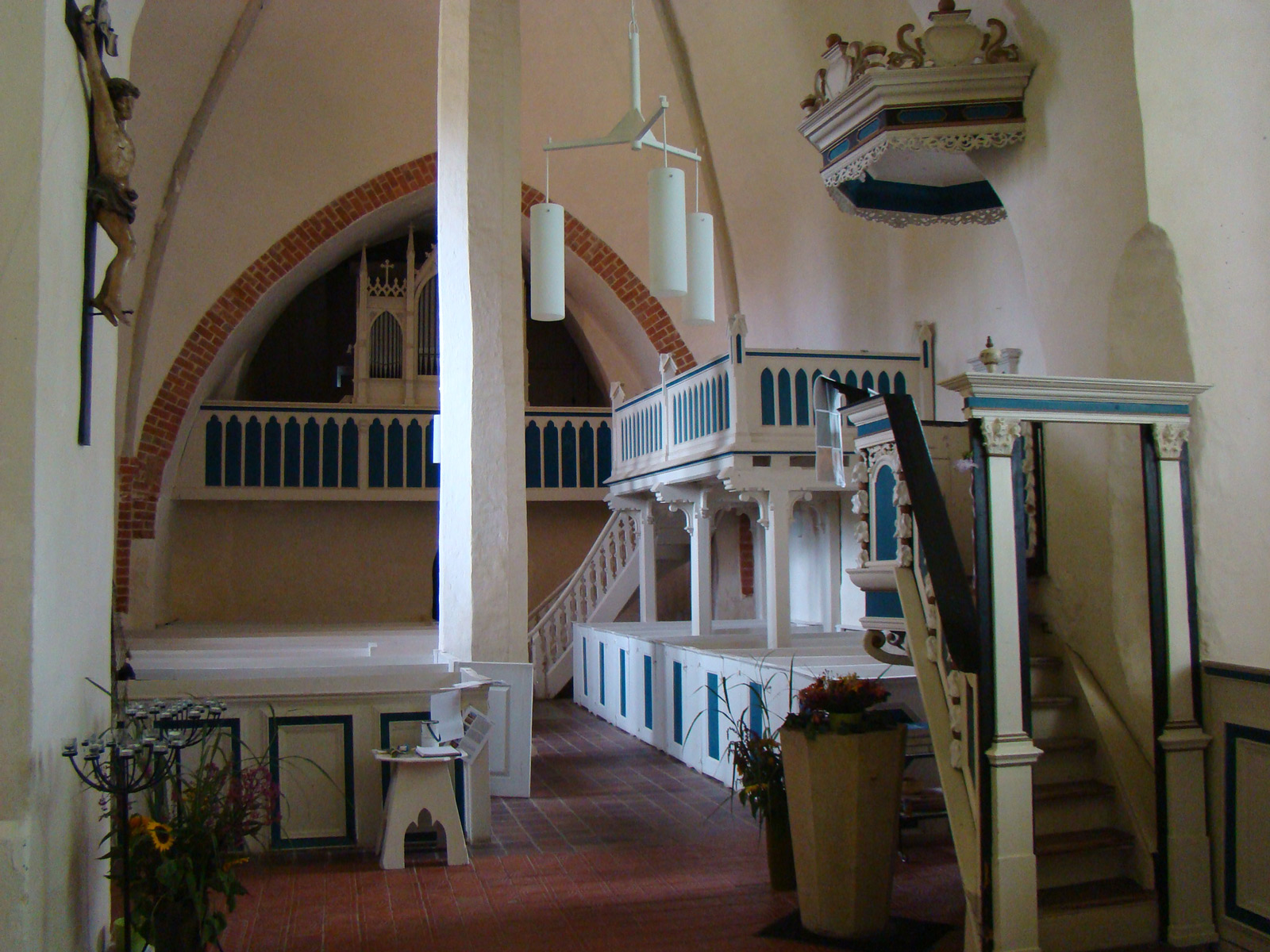
Blick durch das Langhaus zur Orgel

Die Dorfkirche in Schloen, einem Ortsteil von Schloen-Dratow im Landkreis Mecklenburgische Seenplatte in Mecklenburg-Vorpommern, geht im Kern auf das 13. Jahrhundert zurück. Die Kirchengemeinde Schloen gehört zur Propstei Neustrelitz, Kirchenkreis Mecklenburg der Evangelisch-Lutherischen Kirche in Norddeutschland.

## Baubeschreibung
Bei der Kirche handelt es sich um einen rechteckigen Feldsteinbau mit quadratischem, nur an der Nordseite eingezogenem Westturm und nach Osten angefügtem Chor. Turmsockel und Chor wurden wohl im 14. Jahrhundert angefügt, der Turmaufbau aus Backstein stammt aus nachmittelalterlicher Zeit. Im Mauerwerk der Kirche wurden verschiedene Artefakte vermauert, die wohl noch aus slawischer Zeit stammen: in der Südseite ist ein alter Mahlstein in die Kirchenmauer eingelassen, im Ostgiebel ein vermutlich einst zu kultischen Zwecken genutzter Schälchenstein.
Die Dreifenstergruppe auf der Südseite stammt noch aus der Zeit der Erbauung der Kirche, während alle anderen Fenster im 17. und 18. Jahrhundert verändert wurden. Damals hat man auch den Chorgiebel reduziert und die Sakristei zur Gruft der Patronatsfamilie (ab 1726 von Hahn, ab 1785 von Behr-Negendanck) ausgebaut. Das Schiffsgewölbe erhielt eine nachträgliche Mittelstütze, und 1765 wurde die Turmhaube aufgesetzt.
1973 wurde die Kirche innen renoviert. 1983 erhielt die Kirche zwei neue, in Apolda gegossene Glocken. Eine dritte Glocke stammt noch aus dem 19. Jahrhundert.

## Ausstattung
Zur Ausstattung der Kirche zählt ein nach italienischen Vorbildern gestalteter dreigeschossiger Altaraufsatz aus der ersten Hälfte des 18. Jahrhunderts mit Schranken, reichem Akanthusblattwerk und sonstigen Schnitzereien sowie einem Mittelbild nach einem Gemälde von Correggio, das die Geburt Christi zeigt. Das Motiv wurde um 1800 oft kopiert. Eine Kopie des Correggio-Motivs von Friedrich August von Klinkowström aus dem Jahr 1806 befindet sich z. B. in der Marienkirche in Greifswald. Der Maler der Schloener Kopie ist jedoch bislang unbekannt. Die Predella des Altars zeigt den Fischzug Petri, die Medaillons links und rechts des Hauptbilds zeigen Christus bei der Kreuztragung und als Guter Hirte, das Medaillon über dem Mittelbild zeigt Christus umgeben von Putten (bei Dehio als Auferstehung gedeutet, im Kirchenführer als Weltenrichter verstanden). Bekrönt wird der Altar von einem geschnitzten Engel, die Posaune blasend und einen Palmzweig haltend. Bei den beiden weiteren Figuren, die das obere Medaillon flankieren, handelt es sich vermutlich um Evangelistendarstellungen, die einst durch zwei weitere Figuren auf dem Rollwerk am oberen Abschluss des Mittelbilds vervollständigt worden sein könnten.
Die Kanzel mit Aufgang und Schalldeckel, das Gestühl sowie das Kruzifix stammen ebenfalls aus dem 18. Jahrhundert, die Taufschale aus der Zeit um 1652.

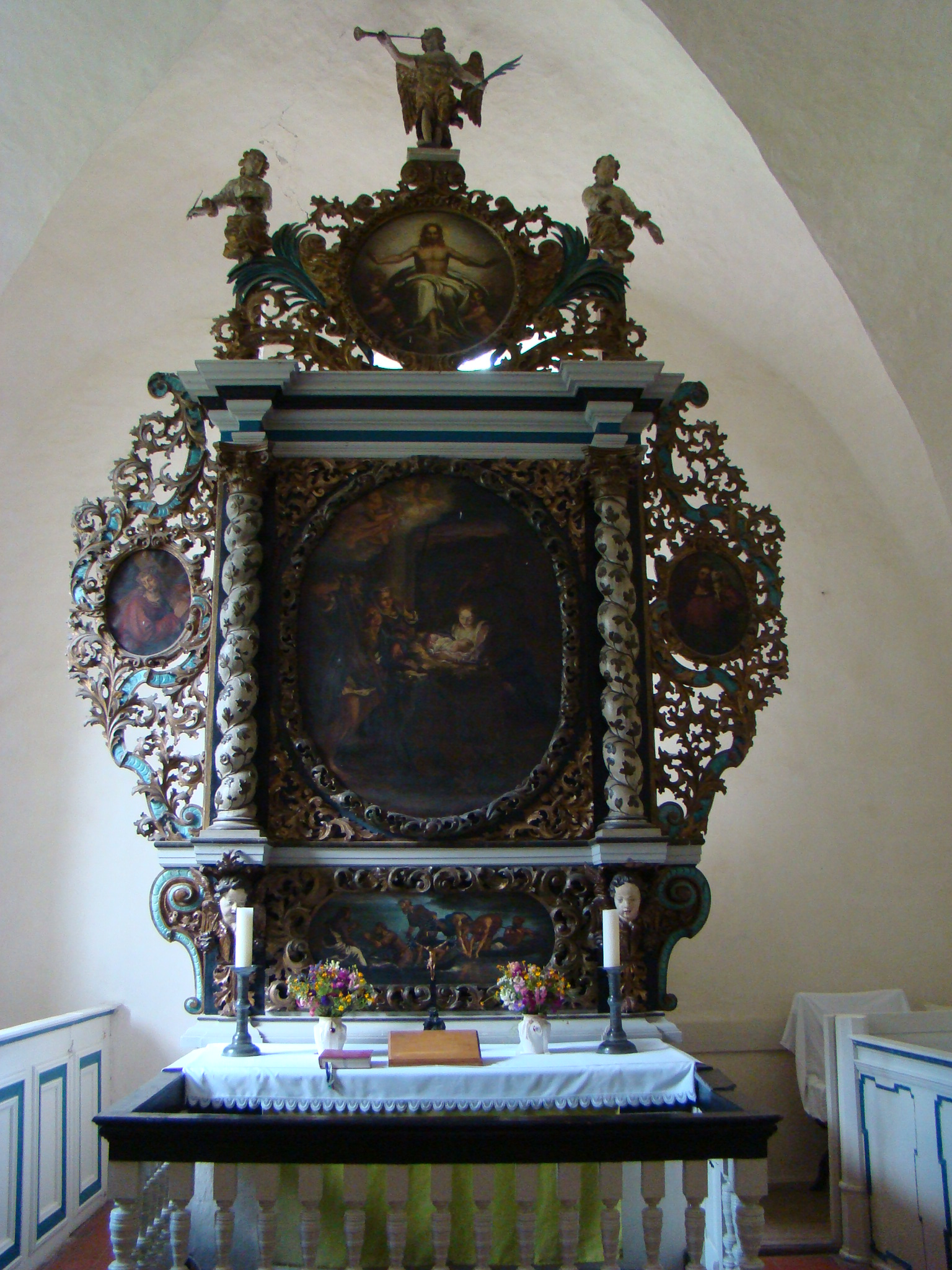
Altar
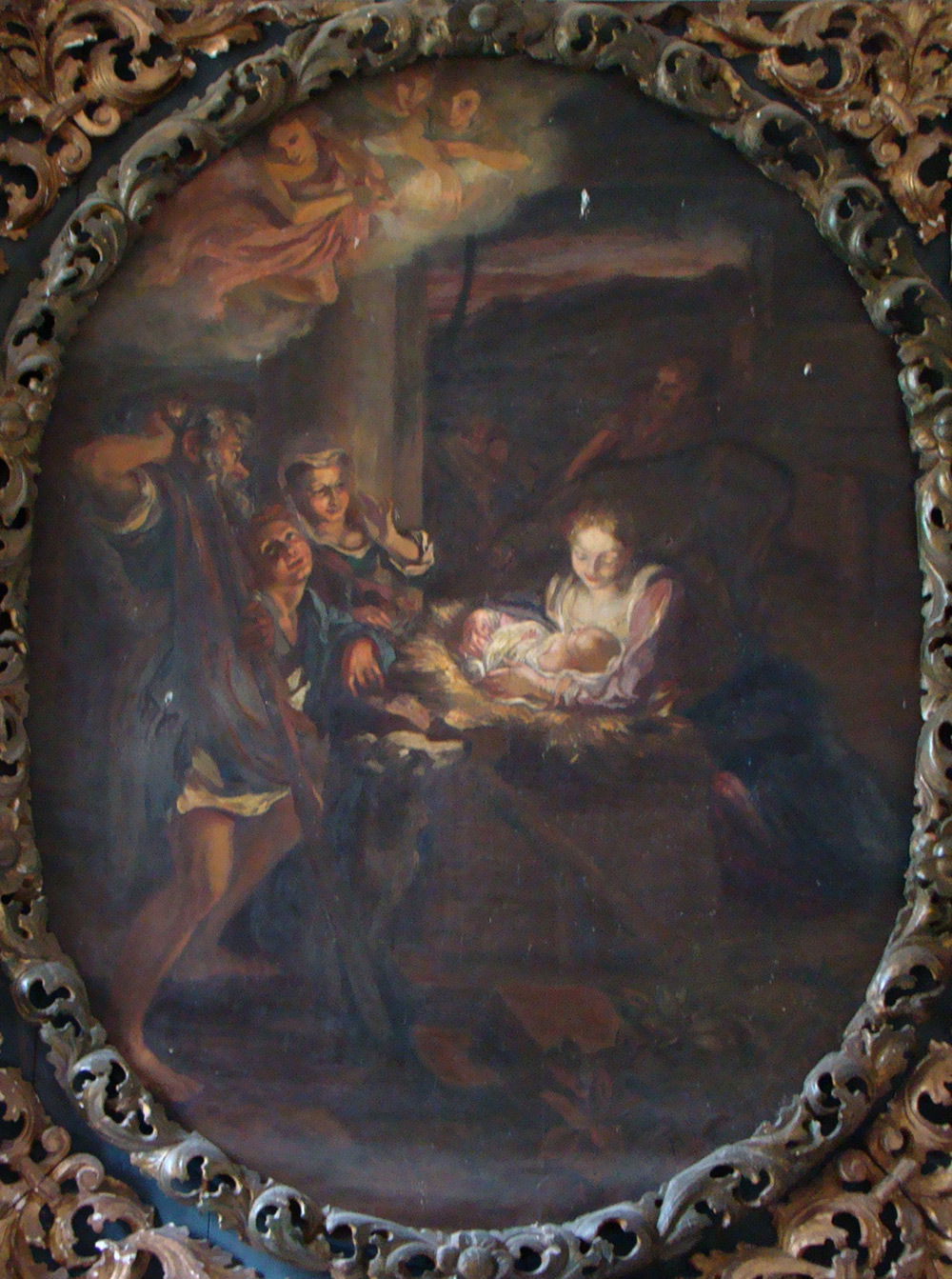
Altarbild, Kopie nach Correggio
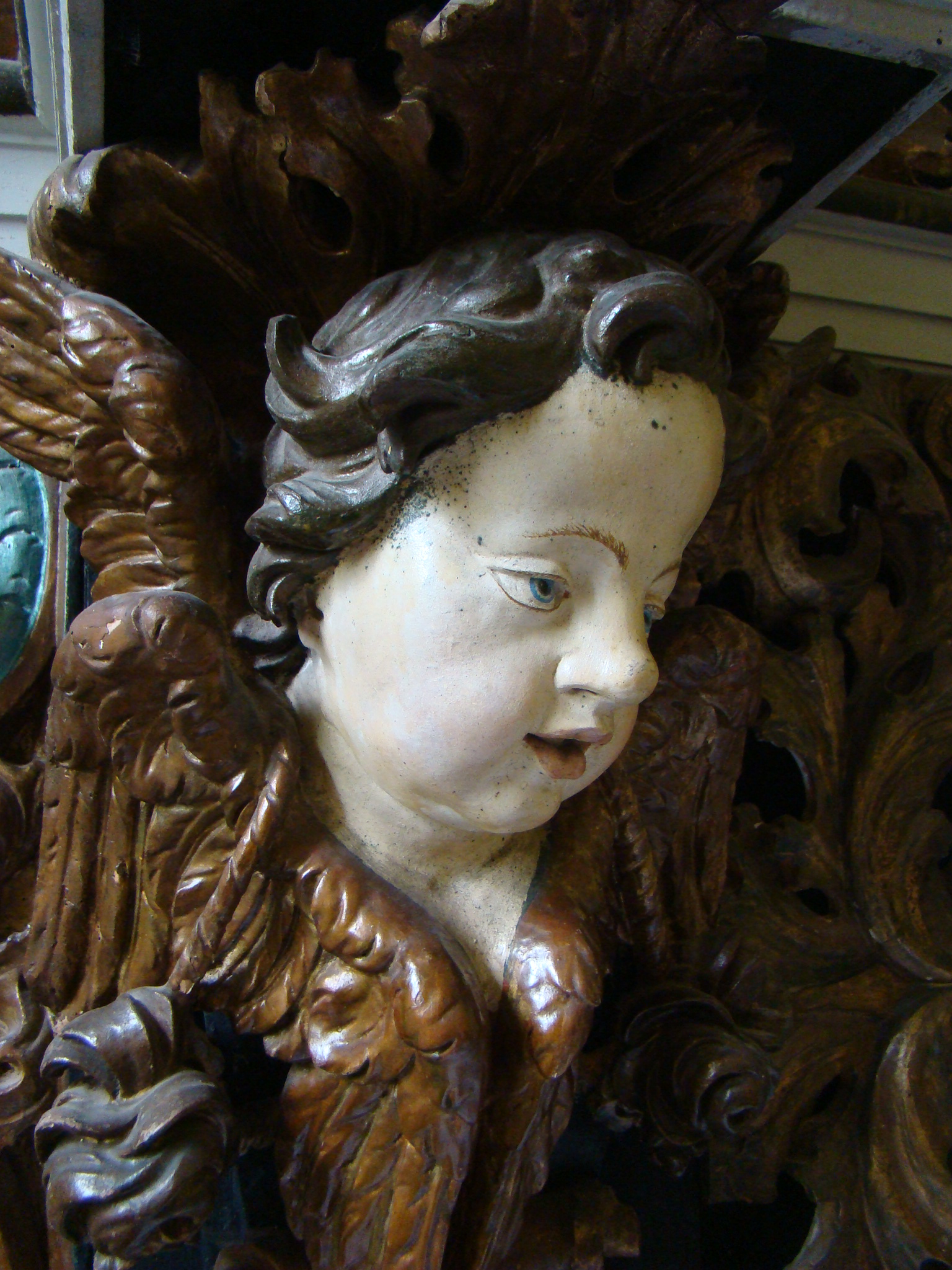
Figurenschmuck des Altars

### Orgel
Die Kirche erhielt 1881 eine Orgel in einem neugotischen Gehäuse von Friedrich Friese III, die 1954 durch die Werkstatt Grüneberg umgebaut und 2006 durch Andreas Arnold einer Generalreparatur unterzogen wurde. Es handelt sich um ein Schleifladen-Instrument mit mechanischer Traktur und fünf Registern auf einem Manual mit angehängtem Pedal. 2013 wurde das Werk um ein eigenständiges Pedalregister erweitert.

## Gemeinde
Zur Kirche Schloen gehörten seit alter Zeit die Filialkirche Klein Plasten und seit 1901 auch die damals neu erbaute Filialkirche Groß Plasten. Alle drei sind heute Teil der verbundenen Kirchgemeinde Schloen-Varchentin, zusammen mit den Kirchen in Deven, Groß Dratow und Varchentin. Sie ist Teil der Kirchenregion Müritz in der Propstei Neustrelitz, Kirchenkreis Mecklenburg der Evangelisch-Lutherischen Kirche in Norddeutschland.